# Robert Leicht (Brauereibesitzer, 1885)
Robert Leicht (* 10. Juni 1885; † 1963) war ein deutscher Brauereibesitzer.

## Leben
Leicht wurde als Sohn des Brauereibesitzers Robert Leicht geboren. Nach Studium an der Brauereihochschule in Weihenstephan und der Technischen Hochschule Stuttgart praktizierte er in mehreren Brauereibetrieben im In- und Ausland. 1910 trat er in das elterliche Unternehmen Schwabenbräu in Vaihingen ein, dessen Leitung er 1921 übernahm.